# Elosaari (ö i Norra Savolax, Inre Savolax)
Elosaari är en ö i Finland. Den ligger i sjön Sonkari och Riitunlampi och i kommunen Vesanto i den ekonomiska regionen  Inre Savolax ekonomiska region  och landskapet Norra Savolax, i den centrala delen av landet, 300 km norr om huvudstaden Helsingfors. Öns area är 27,5 hektar och dess största längd är 1,5 kilometer i sydöst-nordvästlig riktning.